# Queremón de Alejandría
Queremón de Alejandría (gr.: Χαιρήμων; lat.: Chæremon; siglo I) fue un gramático, historiador y filósofo estoico.
Queremón fue superintendente de la parte de la biblioteca de Alejandría que se custodiaba en el templo de Serapis. Como conservador y comentarista de los libros sagrados, pertenecía a los estatus más elevados del sacerdocio. En el año 49 d. C. fue llamado a Roma, junto con Alejandro de Egas, para ser preceptor del joven Nerón.
Fue autor de una historia de Egipto, de obras sobre cometas y sobre la astrología y los jeroglíficos egipcios, así como de un tratado de gramática. Queremón encabezaba un grupo que explicaba el sistema religioso egipcio como mera alegoría de la adoración a la naturaleza. Sus libros no pretendían representar las ideas de sus contemporáneos egipcios, sino que su objeto fundamental era proporcionar una descripción de las santidad y los secretos simbólicos del antiguo Egipto.
Los escritos de Queremón se han perdido, y en la actualidad sólo se conservan notas de otros autores sobre sus trabajos.